# Max Meyer (equipo ciclista)

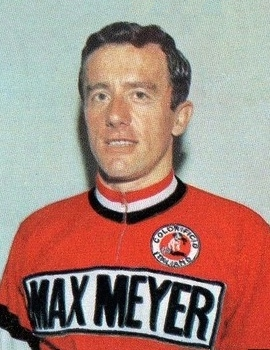
Adriano Durante

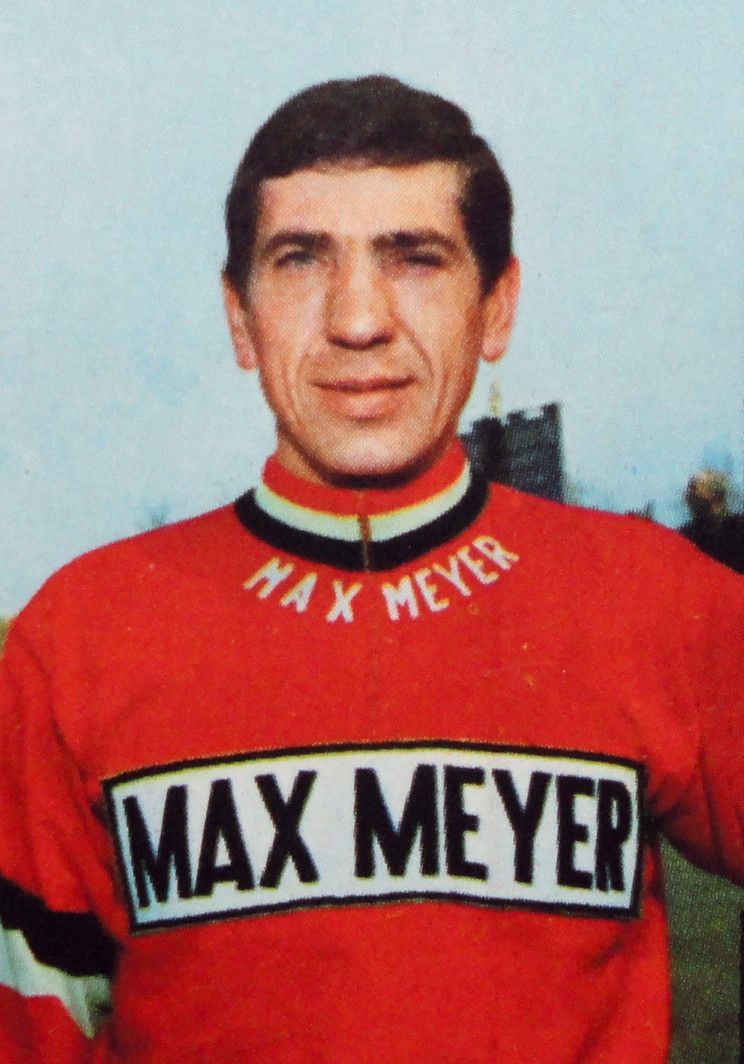
Claudio Michelotto

El equipo Max Meyer fue un equipo ciclista italiano, de ciclismo en ruta que compitió entre el 1967 y el 1969. Estuvo dirigido por el exciclista Gastone Nencini.

## Principales resultados
- Giro del Veneto: Luciano Galbo (1967)
- Tirreno-Adriático: Claudio Michelotto (1968)
- Coppa Agostoni: Claudio Michelotto  (1968)
- G. P. Industria y Comercio de Prato: Adriano Durante  (1968)
- Milà-Turín: Claudio Michelotto  (1969)
- Trofeo Laigueglia: Claudio Michelotto  (1969)
- Giro de Cerdeña: Claudio Michelotto  (1969)

### A las grandes vueltas
- Giro de Italia
  - 3 participaciones (1967, 1968, 1969))
  - 3 victorias de etapa:
    - 1 el 1967: Giorgio Zancanaro
    - 1 el 1968: Luigi Sgarbozza
    - 1 el 1969: Claudio Michelotto

  - 0 clasificación finales:
  - 1 clasificaciones secundarias:
    - Gran Premio de la montaña: Claudio Michelotto (1969)

- Tour de Francia
  - 0 participaciones

- Vuelta a España
  - 1 participaciones ((1969))
  - 3 victorias de etapa:
    - 3 el 1969: Felice Salina, Luigi Sgarbozza, Ercole Gualazzini